# Baku Fires
Pour les articles homonymes, voir Fires.
Le Baku Fires est une franchise azerbaïdjanaise de la World series of boxing basée à Bakou.

## Historique
Le Baku Fires fait partie des 12 franchises originelles de la World series of boxing.
Lors de cette première saison de la WSB (2010-2011), il atteint les demi-finales, opposé à l'équipe de la zone Europe des Paris United. Battu 4-1 en Azerbaïdjan, l'équipe parisienne s'impose 5 victoires à 0 le 16 avril 2011 à Levallois-Perret et se qualifie ainsi pour la finale.

## Palmarès
Par équipe :
- 2011 : demi-finalistes de la WSB

## Effectif 2010-2011
- Poids coqs : ABDULHAMIDOV Magomed, NAJAFOV Rahim, NYAMBAYAR Tugstsogt
- Poids légers : AMANOV Ramal, GADZHIALIYEV Gaybatulla, GRIVACHEV Semen, PKHAKADZE Koba
- Poids moyens : ALIYEV Osman, MAHMUDOV Botirjon, MIGITINOV Soltan, NURUDZINAU Mahamed
- Poids mi-lourds : ALIMURADOV Rizvan, MAGOMEDAU Ramazan, POYATSYKA Denys,
- Poids lourds : ABDULLAYEV Abdulkadir, KHARITONOV Sergey, LOBJANIDZE Beka, MEDZHIDOV Magomedrasul